# Johan Schultz (författare)
Johan Gustaf Schultz, 23 februari 1839 i Urshults socken, död 28 november 1869 i Stockholm, var en svensk författare, journalist och schackexpert.
Johan Schultz var son till garvaren Erik Adolf Schultz. Han blev 1857 student vid Uppsala universitet, där han med undantag för ett tre terminers lärarvikariat vid Jönköpings läroverk stannade till 1863. I Uppsala blev han livligt uppmärksammad som poet, visimprovisatör, lustspelsförfattare, sexmästare och schackexpert, i viss mån även som språkexpert. Någon examina tog han dock aldrig ut. Han började tidigt lämna bidrag till olika publikationer, bland annat den radikala Frihetsvännen och skämttidningen Söndags-Nisse. Från 1863 bodde han i Stockholm och försörjde sig helt genom journalistik. Från 1864 till sin död var han redaktör för Söndags-Nisse. Under Schultz' redaktörskap hade den tämligen nystartade tidningen sin första storhetstid. Ett flertal skickliga skribenter medarbetade däri, alla dock överträffade av Schultz själv. Som talangfull versifikatör och parodist men främst genom sina satirer blev han en av Sveriges populäraste och mest avskydda publicister. Från liberala och allmänt demokratiska utgångspunkter angrep han med vassa sting humbug och översitteri på de sociala, politiska och religiösa områdena. Främst gjorde han sig känd genom en parodi på Fänrik Ståls sägner, Konstapel Batongs sägner (1865), där han med blodigt gyckel skildrar polisens beteende under de danskvänliga demonstrationerna i Stockholm 1864, lätt förklädda som runebergska krigshjältar schavotterades där åtskilliga av spetsarna inom Stockholms förvaltning och ordningsmakt. Ett urval av Schultz skönlitterära produktion samlades av Birger Schöldström i volymen Värjhugg och nålsting (1884, med biografi över Schultz av utgivaren). Schultz var också en av Sveriges främsta schackteoretiker, något han bland annat dokumenterade i en rad böcker, broschyrer och tidningsartiklar. Han Undervisning i schackspelet (1869) ansågs länge som ett av de främsta svenska arbetena på sitt område. Till bildandet av Stockholms schacksällskap 1866 var Schultz den verksammaste initiativtagaren, och var fram till sin död sällskapets sekreterare.